# Мёрдок, Уильям Макмастер
Уильям Макмастер Мёрдок (англ. William McMaster Murdoch; 28 февраля 1873, Далбитти, Дамфрис-энд-Галловей, Шотландия, Британская империя — 15 апреля 1912, «Титаник», Северная Атлантика) — шотландский моряк, член экипажа «Титаника» в ранге первого офицера, командовавший судном в момент его столкновения с айсбергом, а также руководивший эвакуацией с правого борта. Стал одной из полутора тысяч жертв этой катастрофы.

## Жизнь и карьера
Мёрдок родился в городе Далбитти в области Дамфрис-энд-Галловей, Шотландия. Он четвёртый сын Сэмюэла Мёрдока, капитана торгового судна, и Джейн Мюрхэд. Мёрдоки принадлежат к давнему роду шотландских мореплавателей, которые покоряли океан ещё в начале XIX века. Отец и дед Уильяма были морскими капитанами, также как и четыре дедовых брата, поэтому не удивительно, что Уильям последовал семейной традиции.
Мёрдок учился в старинной Начальной школе Далбитти, потом в средней школе, где в 1887 году получил диплом. После школы парень, согласно традиции, был отдан на 5-летнее обучение в William Joyce & Coy, Ливерпуль, но спустя 4 года (и 4 плавания) он приобрёл такую высокую квалификацию, что сдал экзамен и получил сертификат с первой попытки.
В период обучения он служил на борту ливерпульского судна Charles Cosworth, занимаясь торговлей на западном побережье Южной Америки. С мая 1895 года Мёрдок был первым помощником капитана на Saint Cuthbert, который затонул во время урагана в Уругвае в 1897 году. Мёрдок получил диплом магистра в Ливерпуле в 1896 году, в возрасте 23 лет. С 1897 по 1899 годы он был первым помощником на борту J.Joyce & Co., который ходил из Нью-Йорка в Шанхай.
В 1900—1912 годах Мёрдок получил повышение в звании со второго до первого помощника, плавая на разных судах компании «White Star Line», среди которых «Мэдик» (1900 — вместе с Чарльзом Лайтоллером, вторым помощником на Титанике), «Руник» (1901—1903), «Арабик» (1903), «Селтик» (1904), «Германик» (1904), «Океаник» (1905), «Седрик» (1906), «Адриатик» (1907—1911) и «Олимпик» (1911—1912).

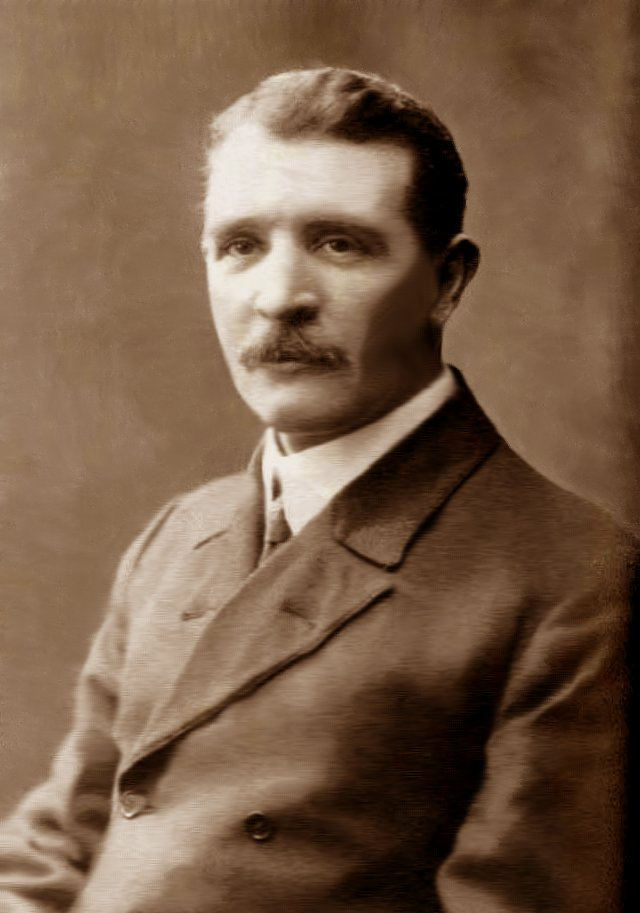
Мёрдок в возрасте 30-ти лет.

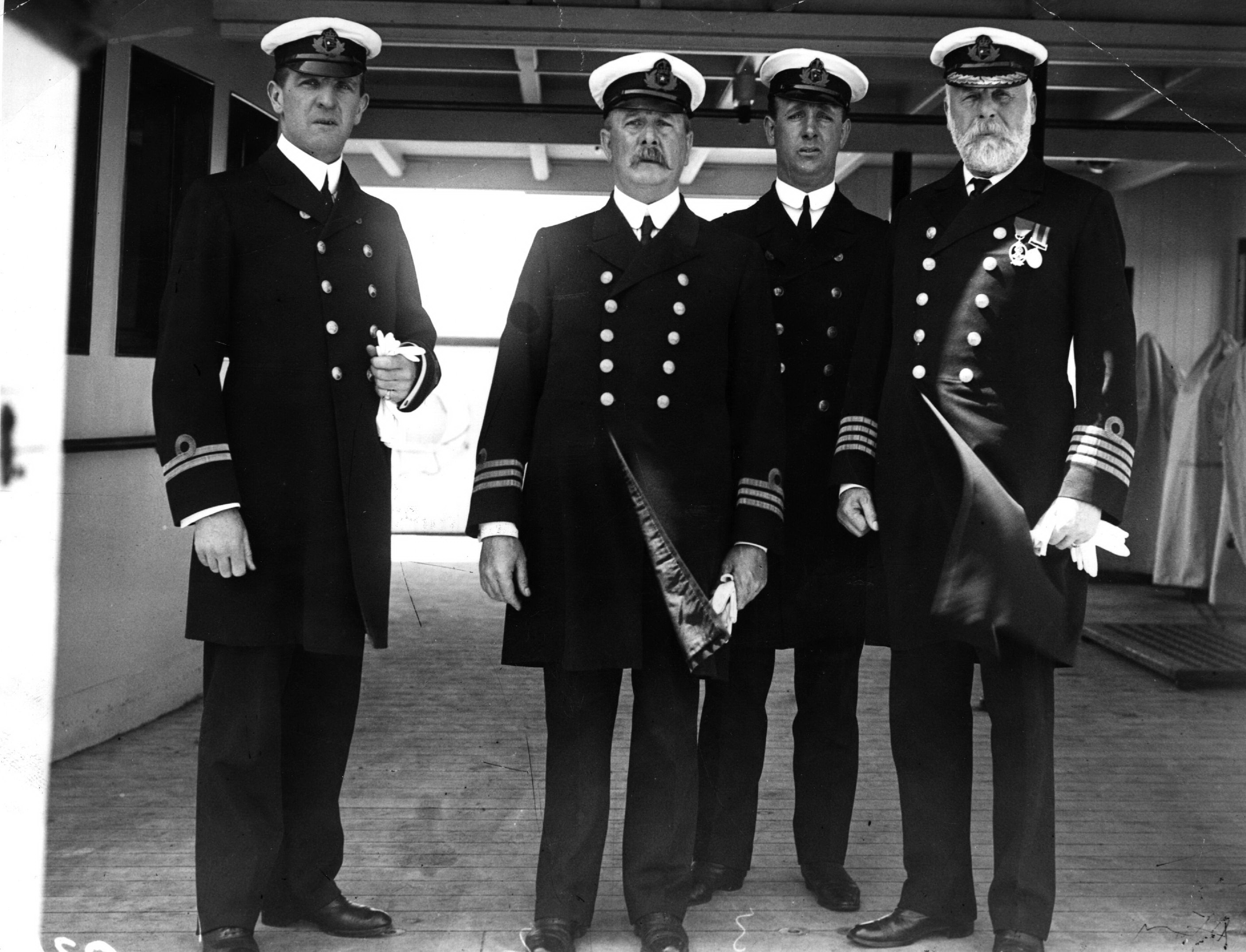
Слева направо: Мёрдок, главный инженер Джозеф Эванс, четвёртый офицер Дэвид Александр и капитан Эдвард Джон Смит на борту Олимпика.

В 1903 году Мёрдок встретил Аду Флоренс Бэнкс, 29-летнюю учительницу новозеландской школы, по пути в Англию на лайнере «Руник». Они начали вести постоянную переписку и 2 сентября 1907 года обвенчались в Саутгемптоне в церкви Святого Дионисия. Запись в брачном журнале была засвидетельствована капитаном Уильямом Джеймсом Ханной и его женой, адреса, данные женихом и невестой, предполагают, что они проживали вместе с семьёй Ханны. Капитан Ханна происходил из семьи моряков, и был помощником морского суперинтенданта на «Уайт Стар Лайн» в Саутгемптоне. Ханна видел Мёрдока в последний раз 10 апреля 1912 года, когда тот был свидетелем испытаний спасательных шлюпок перед отплытием «Титаника» из Саутгемптона.
В течение 1903 года Мёрдок выходит на престижный североатлантический маршрут на новом лайнере «Арабик» в чине второго помощника капитана. Его быстрое мышление, невозмутимый нрав и профессиональные суждения предотвратили катастрофу, когда был замечен корабль, подплывший в темноте к «Арабику» с наветренной стороны. Мёрдок отменил команду своего начальника офицера Фокса изменить направление судна, ворвался в рулевую рубку, оттолкнул старшину-рулевого и удержал первоначальный курс корабля. Любые изменения курса могли бы вызвать столкновение.
Последний этап карьеры Уильяма Мёрдока начался в мае 1911 года, когда он присоединился к команде нового лайнера «Олимпик». Предназначенному превзойти лайнеры Cunard Line в богатстве и размерах «Олимпику» нужна была самая опытная команда, которую только могла собрать компания White Star Line. Капитан Эдвард Джон Смит взял Генри Уайлда старшим помощником, Уильяма Мёрдока первым помощником и Генри МакЭлроя, как главного эконома. 14 июня 1911 года «Олимпик» вышел в своё первое путешествие в Нью-Йорк.
Первый несчастный случай произошёл 20 сентября, когда «Олимпик» получил серьёзные повреждения при столкновении с крейсером военно-морских сил Великобритании Hawke. Так как во время столкновения Мёрдок был в установочной станции на корме корабля, которая является хорошей точкой обзора, то ему пришлось давать показания при расследовании случая, который обернулся для White Star Line большими убытками, поскольку рейс в Нью-Йорк был отменён, а «Олимпик» направили в шестинедельный ремонт. Таким образом 11 декабря 1911 года Мёрдок вновь присоединился к команде. Пока он служил на борту «Олимпика» первым помощником (до марта 1912 года), произошло ещё несколько инцидентов — поломка винта, посадка на мель вскоре после выхода из Белфаста. Ещё до прибытия в Саутгемптон Уильяма Мёрдока назначили старшим помощником на недавно спущенный на воду «Титаник», брата «Олимпика» и, по общему мнению, самый большой и роскошный лайнер. Лайтоллер, когда его назначили первым помощником, а их с Мёрдоком общего друга Дейви Блэра — вторым, сказал, что «сразу трое с очень довольными лицами» ехали на север в Белфаст. К команде также присоединились уже знакомые коллеги — капитан Эдвард Джон Смит, перед запланированной отставкой, и Джозеф Боксхолл в ранге четвёртого помощника.

## «Титаник»
Мёрдок с дипломом и репутацией «осмотрительного и надёжного человека» взобрался по карьерной лестнице компании White Star Line, чтобы стать одним из ценных молодых офицеров. Неудивительно, что ему, с 16-летним опытом мореплавателя, предложили стать старшим помощником капитана на борту «Титаника».
Уильям Мёрдок был изначально назначен старшим помощником, но капитан «Титаника» Эдвард Смит привёл Генри Уайлда, старшего помощника из своей предыдущей команды, потому Мёрдок был временно понижен до первого младшего офицера, а Чарльз Лайтоллер стал вторым. Изначально второй помощник Дэвид Блэр совсем ушёл из команды, чтобы остальной состав не потерпел изменений.

### Крушение «Титаника»
Мёрдок нёс вахту дежурного офицера на капитанском мостике, когда «Титаник» в ночь 14 апреля 1912 года столкнулся с айсбергом. Были разные сведения о том, какие приказы отдавал Мёрдок, чтобы избежать столкновения. Точно известно, что он отдал приказ «Hard a’starboard!» (Право на борт!) , пытаясь повернуть корабль налево. Кроме того, четвёртый младший офицер Джозеф Боксхолл сообщил, что Мёрдок установил судовой телеграф на отметке «Полный назад» («Full Astern»). Показания Боксхолла были опровергнуты Фредериком Скоттом, который зафиксировал, что телеграф показал «Стоп» и старшим кочегаром Фредериком Барреттом, который зафиксировал как указатель перешёл с отметки «Полный» до «Стоп». Во время или сразу после столкновения Мёрдок мог также отдать команду «Hard a’port!» для поворота направо (как слышал рулевой Альфред Оливер, проходя мимо мостика когда происходило столкновение) — это была попытка повернуть корму от айсберга обычным манёвром «staboard around» (это объясняет слова Мёрдока капитану «Я планировал развернуть его»). Факт, что этот манёвр был выполнен, подтвердили другие члены команды, которые дали сведения о том, что корма не была повреждена при столкновении с айсбергом. Несмотря на эти усилия, фатальная авария случилась спустя 37 секунд после того, как айсберг заметили. Ледяная глыба задела правый борт корабля, пробив корпус в нескольких местах ниже ватерлинии и открыв воде первые пять отсеков (форпик, три трюма и котельную № 6).
После столкновения Мёрдок был назначен ответственным за эвакуацию с правого борта, во время которой он спустил на воду 10 спасательных шлюпок, в которых спаслось 75 % всех выживших в катастрофе. Последний раз Мёрдока видели, когда он пытался спустить складную шлюпку «А». Его тело не было найдено.
Через несколько дней после катастрофы среди выживших пассажиров и членов экипажа ходили разговоры, что один из офицеров «Титаника» совершил в ту ночь самоубийство. Свидетели этого так и не сошлись во мнении относительно того, кто это был. Утверждалось, что это были Джеймс Муди, Генри Уайлд или Уильям Мёрдок. Ответственный за укладку груза Самюэль Хемминг и второй офицер Чарльз Лайтоллер рассказали, что последний раз видели Мёрдока, когда тот пытался освободить складную шлюпку «А», упавшую на палубу перед тем, как капитанский мостик скрылся под водой, и большая волна накрыла Мёрдока, смыв его в океан. Радист Гарольд Брайд позже свидетельствовал, что видел уже мёртвых Мёрдока и Муди возле складной шлюпки «Б». Мёрдок, по его словам, держался за шезлонг, что означало, что он умер от гипотермии.

## Память

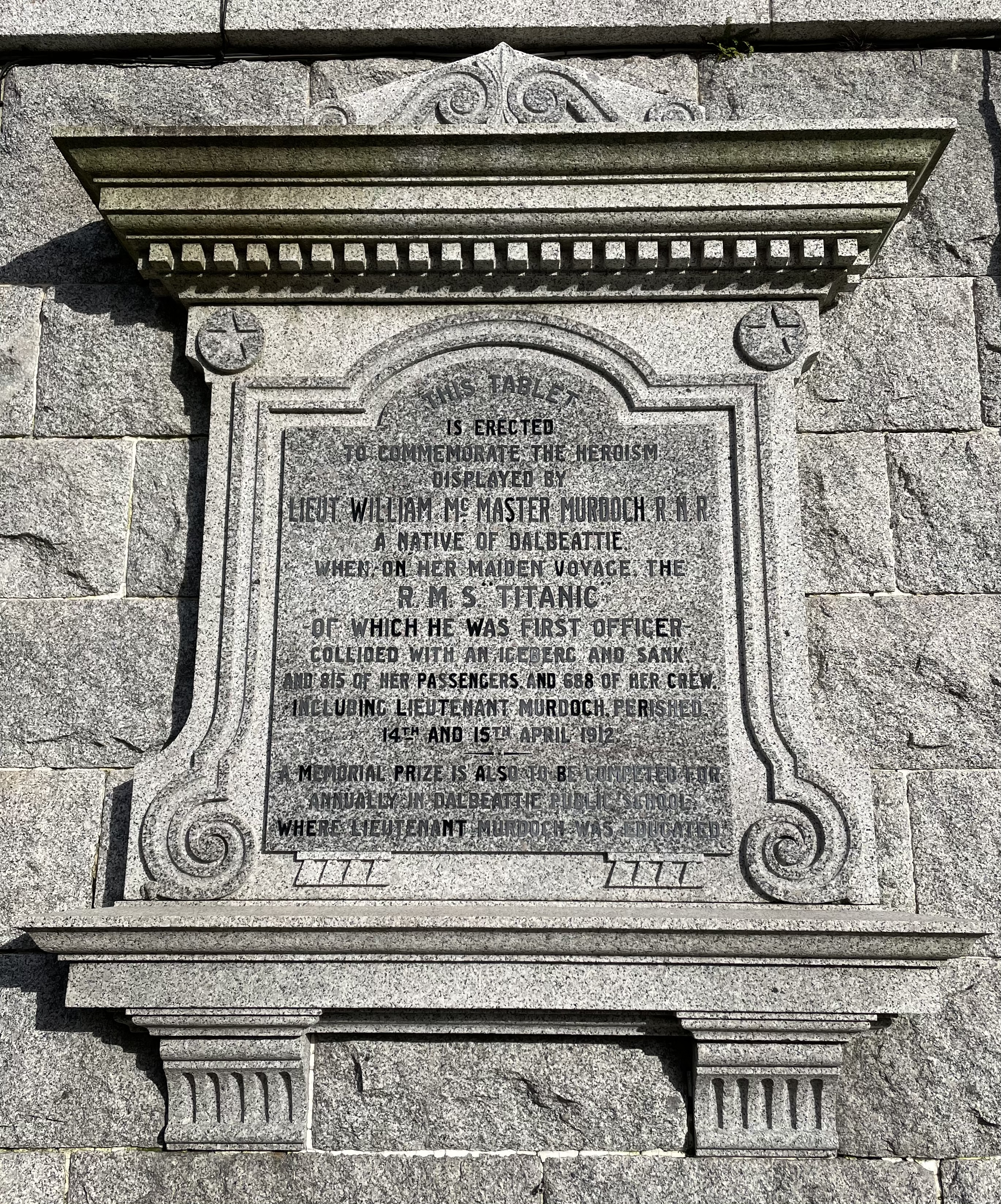
Мемориал Уильяма Мёрдока в Далбитти.

В Далбитти, родном городе погибшего моряка, создан мемориал, посвящённый героизму Уильяма Мёрдока и основана благотворительная премия его имени.

## Образ Уильяма Мёрдока в кинематографе
Образ Уильяма Мёрдока использовался в разных экранизациях катастрофы корабля:
- В версии «Титаника» 1953 года Мёрдока играет актёр Барри Бернард.
- В фильме 1958 года «Гибель „Титаника“» — Ричард Лич (англ. Richard Leech).
- В телефильме 1979 года «Спасите „Титаник“» — Пол Янг.
- В фильме для телевидения 1996 года, Мёрдока играет Малкольм Стюарт (англ. Malcolm Stewart).
- В оскaроносном блокбастере 1997 года — Ивэн Стюарт.
- В документальном фильме Джеймса Кэмерона «Призраки бездны: Титаник» 2003 года Мёрдока играет Чарли Арнесон.

Любопытно отметить небольшую путаницу в кинообразах Мёрдока, вызванную тем что известные его фотопортреты не были точно датированы, но были опубликованы в прессе после катастрофы и вошли в общее пользование — в нацистском фильме 1943-го, фильме Жана Негулеско 1953-го и телефильме 1979 годов он изображён усатым, в то время как в фильмах 1958-го, 1996 и 1997-го и телефильмах 2012-го безусым. Усы Мёрдок сбрил незадолго до перевода на «Титаник», что подтверждают групповые снимки экипажа, сделанные в это время.
В фильмах 1996 и 1997 годов Мёрдок заканчивает жизнь самоубийством. В «Титанике» Джеймса Кэмерона показано, что Мёрдок сначала берёт взятку от Каледона Хокли, а позже отвергает её. Во время паники, когда ясно, что корабль скоро пойдёт ко дну, при попытке двух пассажиров захватить контроль над спасательной лодкой Мёрдок расстреливает их. Потом Мёрдок салютует судну, которое обречено, стреляется из пистолета, а его тело падает в океан. Продюсеры отказались вырезать сцену самоубийства Мёрдока, но от имени студии отправили письмо с извинениями его родственникам. Выжившие свидетельствовали, что Мёрдок самоотверженно работал до конца и что его видели живым в воде после того, как корабль затонул. Аналогично Гарольд Брайд всегда утверждал, что Мёрдок никогда ни в кого бы не выстрелил.